# Brisbane Challenger 1987
Il Brisbane Challenger 1987 è stato un torneo di tennis facente parte della categoria ATP Challenger Series nell'ambito dell'ATP Challenger Series 1987. Il torneo si è giocato a Brisbane in Australia dal 28 settembre al 4 ottobre 1987 su campi in cemento.

## Vincitori

### Singolare
John Frawley ha battuto in finale  Mark Kratzmann con il punteggio di 6–2, 6–2

### Doppio
Jason Stoltenberg /  Todd Woodbridge hanno battuto in finale  Stephen Furlong /  Peter Wright con il punteggio di 6–3, 7–5